# Mike Smith (attore)
Mike Smith (New Glasgow, 27 agosto 1972) è un attore canadese noto soprattutto per il ruolo di Bubbles nella serie cult canadese Trailer Park Boys.

## Biografia
Prima di essere coinvolto in Trailer Park Boys, Smith è stato un chitarrista nella rock band Sandbox, ha firmato un contratto discografico con EMI in Canada e Nettwerk negli Stati Uniti. I Sandbox hanno pubblicato due album con EMI e Nettwerk, intitolati Bionic e A Murder nel Glee Club . I Sandbox sono stati candidati al Juno Award, al East Coast Music Awards e al premio CASBY .
Smith ha anche lavorato a film come Il mistero dell'acqua e Serendipity.
Successivamente, Smith si esibì come parte dei "Bubbles & the Shit Rockers", una band in cui erano presenti anche il chitarrista fondatore dei Rush Alex Lifeson e Tom Wilson per la canzone originale Liquor & Whores presente come colonna sonora nel film Trailer Park Boys: The Movie . Un episodio di Trailer Park Boys mostra anche il personaggio di Smith, Bubbles, che suona il brano dei Rush del 1977 Closer to the Heart con Alex Lifeson.
Smith ha suonato Liquor & Whores con i Guns N 'Roses in diverse occasioni durante il loro Chinese Democracy Tour, nel 2006, 2010 e 2011.
Smith era amico da molto tempo del regista di Trailer Park Boys Mike Clattenburg, e ha recitato in Cart Boy con Robb Wells (che interpreta Ricky) e John Paul Tremblay (che interpreta Julian) nel 1995.
Un giorno Clattenburg vide Smith scherzare mentre imitava il suo personaggio e si rese conto della profondità di Cart Boy, e decide così di aggiungerlo nello show, rinominandolo Bubbles. Bubbles all'inizio non è stato pensato per essere un personaggio principale, ma più si comportava in modo esagerato e più il pubblico lo amava, e si decise quindi di svilupparlo fino a farlo diventare uno dei protagonisti della serie.
Nel marzo 2008, Smith, insieme ad altri tre, ha aperto un bar sportivo ad Halifax chiamato "Bubba Ray's".
Nel 2010, Smith si è ritrovato con molti dei suoi ex compagni del cast di Trailer Park Boys nella serie The Drunk and On Drugs Happy Fun Time Hour.
Il 22 ottobre 2012, è stato confermato che Smith tornerà al suo ruolo di Bubbles per un terzo lungometraggio di Trailer Park Boys intitolato "Don't Legalize It", conclusosi a fine aprile 2013. Il film è stato rilasciato il 18 aprile 2014.

### Vita privata
Nel 2016, Smith è stato arrestato a Los Angeles con l'accusa di violenza domestica. La presunta vittima ha successivamente rilasciato una dichiarazione a sostegno di Smith e le accuse sono state successivamente ritirate.

## Filmografia
| Anno | Titolo                                     | Ruolo                      | Note           |
| ---- | ------------------------------------------ | -------------------------- | -------------- |
| 1995 | The Cart Boy                               | Darren                     | Cortometraggio |
| 1999 | Trailer Park Boys                          | Bubbles                    |                |
| 2004 | A Hole in One                              | Paziente                   |                |
| 2006 | Trailer Park Boys: The Movie               | Bubbles                    | Lungometraggio |
| 2009 | Trailer Park Boys: Countdown to Liquor Day | Bubbles                    | Lungometraggio |
| 2011 | Goon                                       | Assistente di produzione 2 | Lungometraggio |
| 2011 | Lloyd the Conqueror                        | Derek                      | Lungometraggio |
| 2014 | Trailer Park Boys: Don't Legalize It       | Bubbles                    | Lungometraggio |
| 2014 | Trailer Park Boys: Live in Dublin          | Bubbles                    | Film TV        |
| 2014 | Swearnet: il film                          | Sé stesso                  | Lungometraggio |
| 2014 | Swearnet: Live                             | Mike Smith / Bubbles       | Film TV        |
| 2014 | Trailer Park Boys                          | Bubbles                    | Film TV        |
| 2015 | Dude Where's My Ferret?                    | Bong                       | Cortometraggio |

### Televisione
| Anno                     | Titolo                                        | Ruolo                                                                                                 | Note            |
| ------------------------ | --------------------------------------------- | --- | --------------- |
| 2001-2008; 2014-presente | Trailer Park Boys                             | Bubbles                                                                                               | 100 episodi     |
| 2004                     | Il Trailer Park Boys Christmas Special        | Bubbles / Danny                                                                                       | Film televisivo |
| 2007                     | CBC Winnipeg Comedy Festival                  | Bubbles                                                                                               | 1 episodio      |
| 2008                     | Aqua Teen Hunger Force                        | | 1 episodio      |
| 2011                     | The Drunk and on Drugs Happy Funtime Hour     | Don Brutto / Rusty Diggins / Big Dazzie Daddle / Blaise / Liza / Jolep / Captain Mega Power / Jolep F | 6 episodi       |
| 2011                     | Call Me Fitz                                  | Armin Schuller                                                                                        | 1 episodio      |
| 2012                     | Archer                                        | Mountie / Terrorista                                                                                  | 1 episodio      |
| 2014                     | Epic Meal Time                                | Bubbles                                                                                               | 1 episodio      |
| 2014                     | Noleggio 24 ore                               | Paul                                                                                                  | 7 episodi       |
| 2014; <br /> 2016        | GGN: Snoop Dogg's Guide Double G News Network | Bubbles                                                                                               | 2 episodi       |
| 2015                     | The Playboy Morningshow                       | Bubbles                                                                                               | 1 episodio      |
| 2016-2017                | Trailer Park Boys: Out of the Park            | Bubbles                                                                                               | 16 episodi      |
| 2019-presente            | Trailer Park Boys: The Animated Series        | Bubbles (voce)                                                                                        | 20 episodi      |

## Doppiatori italiani
- Emiliano Reggente in Trailer Park Boys: The Animated Series